# 장우근
장우근(張宇根, 1873년 3월 16일 ~ ?)은 대한제국의 경찰이자 일제강점기의 관료 겸 교육인으로, 본관은 덕수이며, 본적은 경성부 동대문외(東大門外) 신설리(新設里)이다.

## 생애
1896년 12월 24일 일본 도쿄 경찰감옥학교에 입학했으며, 1900년 3월 8일 학교를 졸업했다. 1905년 함경북도 변계경무서 총순, 경상북도 관찰부 경무서 경무관, 경무청 경무관을 역임했고, 1906년 경무청 경무관 심문과장을 역임했다.
경무청 경무관으로 재직 중이던 1906년 5월 24일부터 1907년 7월 6일까지 충청남도 홍주군에서 일어난 의병 진압 활동에 가담했으며, 1907년 8월 13일부터 10월 8일까지 대한제국 중추원 부찬의를 역임했다. 1908년 11월 11일 경시청 경시로 임명되었으며, 1908년 12월 31일 평안북도 경무부와 평양경찰서에서 경시로 근무했다. 1909년 3월 27일 평안남도 순사교습소 교관을 겸임했고, 1909년 6월 1일 대한제국 정부로부터 서순기념장(西巡記念章)을 받았다.
1910년 1월부터 1912년 12월 5일까지 조선총독부 경시를 역임했으며, 1910년 5월 10일 일본적십자사 정사원, 1910년 7월 1일 통감부 경시로 각각 선임되었다. 1910년 8월 대한제국 정부로부터 훈5등 팔괘장을 받았고, 1910년 9월 20일 정8위에 서위되었다. 1912년 8월 1일 일본 정부로부터 한국 병합 기념장을 받았다.
1917년 1월 만주 철령으로 이주한 뒤부터 재만 조선인 사회와 교육계 주요 인사로 활동했으며, 1917년 5월부터 1924년 4월 1일까지 일본 외무성 촉탁으로 재직했다. 1917년 5월 10일 철령육영학교를 창립하고 초대 교장에 취임했으며, 1918년 3월 7일 철령(鐵嶺, 톄링)조선인회 고문으로 선임되었다. 1920년 1월 7일 봉천육영학교를 설립한 뒤 교장에 취임했으며, 1921년 만주 봉천에 구제공사를 설립했다.
1922년 개원(開原, 카이위안)보통학교, 1923년 신경(新京, 신징)보통학교, 1926년 영구(營口, 잉커우)보통학교 건립에 참여했으며, 1924년 4월 남만주철도주식회사 촉탁으로 선임되었다. 1930년 철령일본영사관으로부터 제2회 국세조사참여원에 위촉되었고, 1931년 12월 20일부터 1935년까지 철령조선인민회 회장을 역임했다.
1931년 9월부터 1933년 4월까지 피난민지도위원회 위원장을 역임하는 동안 만주사변 피난민 구호 작업에 참여했다. 1934년 만주국 건국공로장 수여자로 상신되었고 1935년 조선총독부 시정 25주년 기념표창을 받았다. 1935년 5월 30일에 열린 제7회 전만조선인민회연합회 정기총회에서 임시의장대리로 선출되었으며, 1935년 8월 전만조선인민회연합회 결의로 조선총독부 중추원 참의에 추천되었다.
친일파 708인 명단의 경시 부문, 친일반민족행위진상규명위원회가 발표한 친일반민족행위 705인 명단에 포함되었다.

## 참고자료
- 친일반민족행위진상규명위원회 (2009). 〈장우근〉. 《친일반민족행위진상규명 보고서 Ⅳ-15》. 서울. 468~490쪽.